# Ruined King: A League of Legends Story
Ruined King: A League of Legends Story é um jogo spin-off de League of Legends, desenvolvido pela Airship Syndicate e publicado pela Riot Forge, braço da Riot Games voltado para parcerias com outros estúdios. O jogo foi anunciado em 12 de dezembro de 2019 durante o The Game Awards.
Em 31 de outubro de 2020 durante a final do Campeonato Mundial de League of Legends, foi confirmado que o jogo será lançado para consoles e PC no início de 2021. Após um atraso em seu lançamento, Ruined King foi disponibilizado em 16 de novembro de 2021, junto ao também spin-off, Hextec Mayhem.

## Sinopse
A história do jogo acontece na cidade Águas de Sentina e na Ilha das Sombras, duas regiões de Runeterra. Para derrotar um inimigo misterioso, o jogador formará grupos com campeões de League of Legends: Ahri, Braum, Illaoi, Miss Fortune, Pyke e Yasuo.